# Древненовгородский диалект
Древненовгоро́дский диале́кт — средневековый диалект древнерусского языка. Был распространён на территории Новгородской земли с дописьменной эпохи до XV века. Известен в основном по берестяным грамотам, которые датируются XI—XV веками.

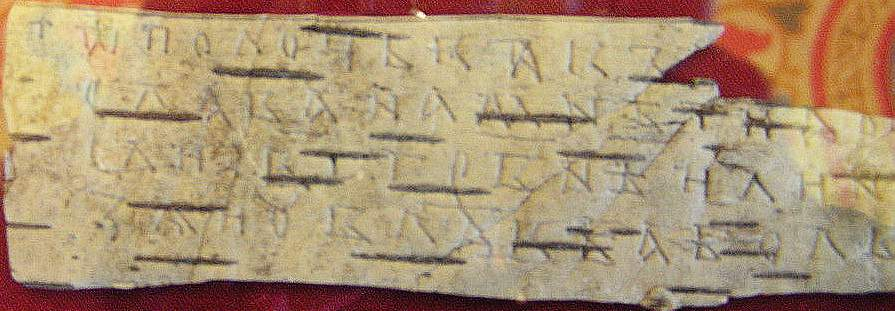
Берестяная грамота № 155 (фрагмент). Из собрания Исторического музея.

Древненовгородский диалект рассматривается в узком смысле как диалект самого Новгорода и непосредственно прилегающих к нему земель — на основе этого диалекта сложилось койне, использовавшееся на всей территории древненовгородского государства, прежде всего в городах. К нему можно отнести и очень близкий диалект Псковской земли — древнепсковский, который вместе с новгородским (в узком смысле) образует древний новгородско-псковский диалект (соответственно, с древненовгородским и древнепсковским поддиалектами). В широком смысле под древненовгородским диалектом понимают совокупность всех говоров древнерусского языка, распространённых в Новгородской и Псковской землях, включая также восточноновгородские говоры и древнепсковский диалект.
Древненовгородский диалект и наддиалектный древнерусский язык генетически восходят к единому источнику, вероятнее всего, не на правосточнославянском, а на праславянском уровне. Включение древненовгородского диалекта в восточнославянскую языковую общность стало результатом позднейших процессов сближения с остальным древнерусским языковым ареалом. Ряд славистов объясняют особенности древненовгородского диалекта его особой архаичностью или древнейшими контактами с пралехитскими, прасерболужицкими и отчасти праюжнославянскими диалектами. Лексикостатистические данные по древненовгородскому диалекту обнаруживают древненовгородско-западнославянские схождения, тогда как архаичная новгородская топонимия имеет наиболее выразительные соответствия в Поднепровье, что свидетельствует о её южном происхождении.
В XIII—XV веках отмечается вытеснение древненовгородских специфических особенностей в условиях усиливающихся междиалектных контактов на территории формирования будущего русского языка. Этот процесс ускоряется с 1478 года после присоединения Новгородской республики к Великому княжеству Московскому. Древненовгородский диалект распадается на ряд самостоятельно развивающихся групп говоров, влившихся в общерусский диалектный континуум. Значительное влияние древненовгородский диалект оказал на развитие севернорусского наречия, часть его древних черт сохранилась в западных среднерусских говорах, прежде всего в псковских.
Древненовгородский диалект характеризовался рядом отличий от наддиалектной формы древнерусского языка, а в некоторых отношениях и от всех прочих славянских языков. В области фонетики к таким отличительным чертам относятся: реализация праславянского *ě в виде широкого гласного; переход *TorT > TorəT или ToroT (возможно, и *TroT); переход *ТъrT > ТъrъТ, ТrъТ или Тъr̥ъТ; отсутствие эффекта второй и третьей палатализации для заднеязычных и т. д. В области морфологии — формирование окончания -е в именительном падеже единственного числа мужского рода твёрдого *ŏ-склонения и т. д.
В истории древненовгородского языка письменной эпохи выделяют два периода, разделяемых процессом падения редуцированных — раннедревненовгородский (XI — первая четверть XIII века) и позднедревненовгородский (вторая четверть XIII—XV век). Памятники письменности созданы на кириллице (в Новгороде известны и глаголические надписи, но они кратки и не содержат диалектизмов). Древненовгородский диалект представлен одними из древнейших текстов на славянских языках (вторыми после старославянского языка).

## История изучения

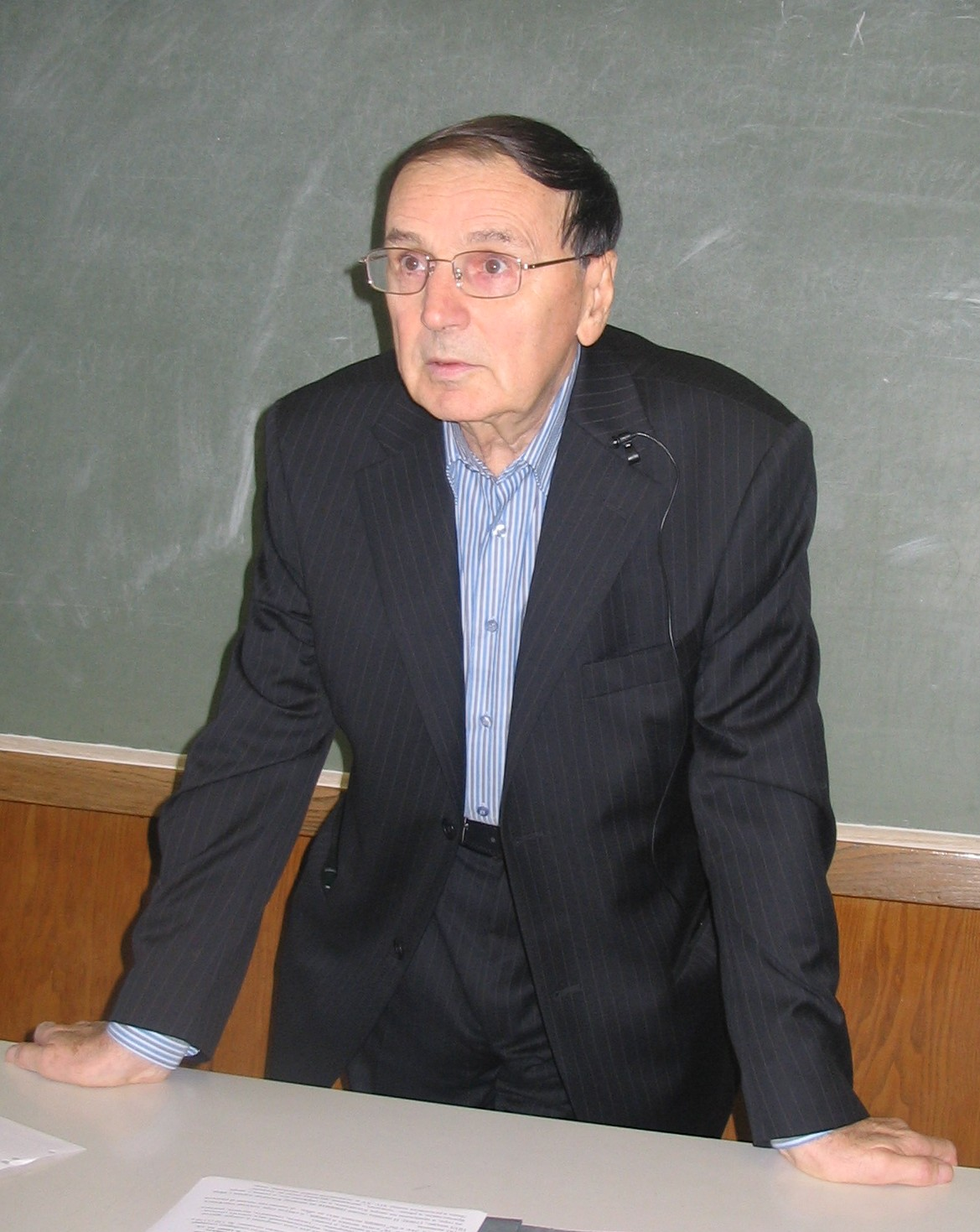
А. А. Зализняк

## Лингвогеография

### Ареал

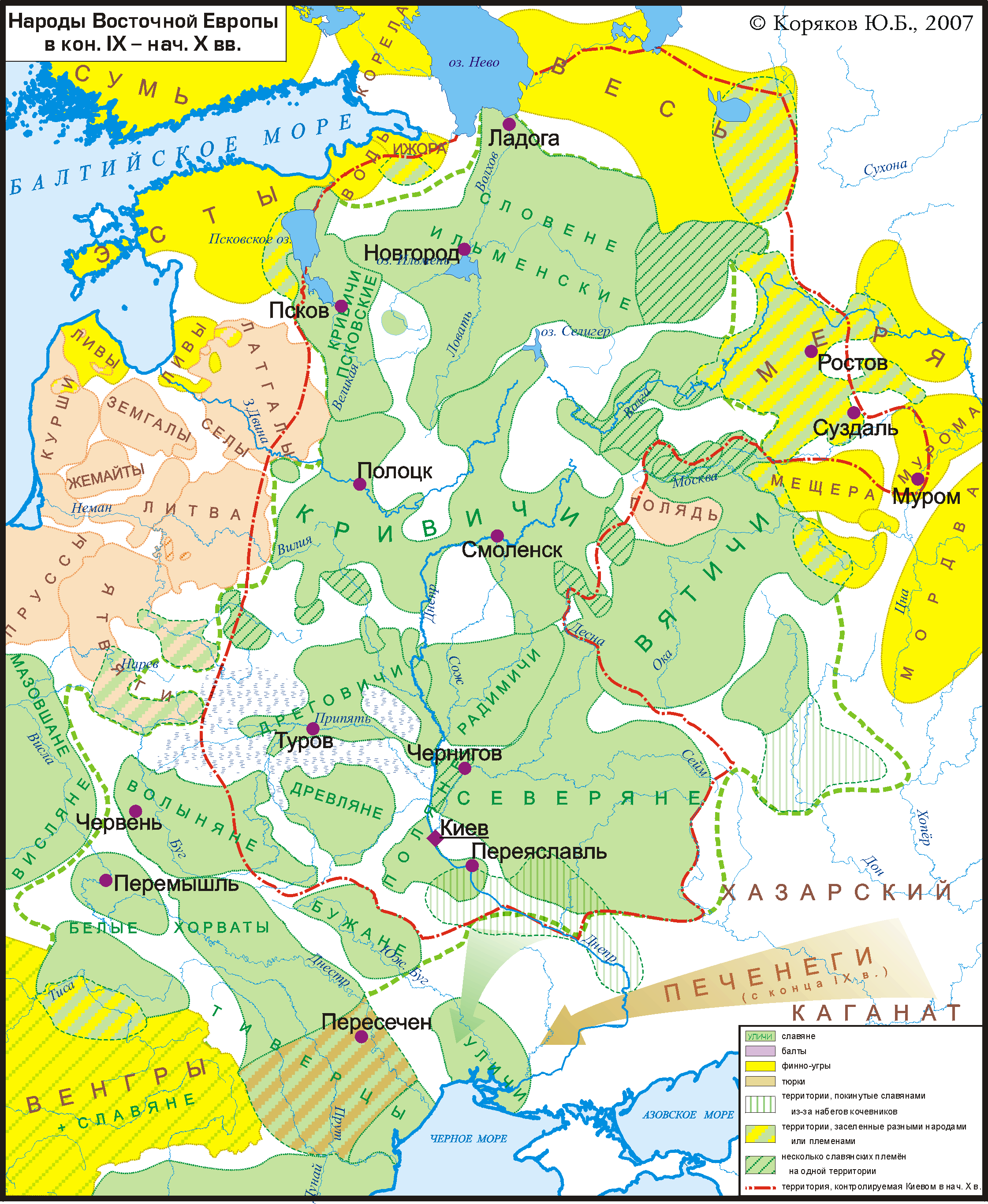
Восточная Европа в конце IX — начале X века

Область распространения древненовгородского диалекта — древний Новгород и примыкающие к нему районы древней Новгородской земли. Изначальный ареал диалекта — окрестности озера Ильмень в бассейнах рек Волхов и Шелонь, а также в бассейнах нижнего и среднего течения рек Мсты и Ловати. Ареал древненовгородского диалекта в широком смысле также включал бассейн реки Великой и окрестности Псковского озера. Значительная часть области расселения носителей древненовгородского диалекта размещалась в окружении ареалов языков и диалектов финно-угорских племён: води, ижоры, веси (на севере), мери (на востоке), эстов (к северо-западу от древнепсковского ареала). К югу от этой области размещалось восточнославянское племя смоленско-полоцких кривичей, а к юго-западу (от древнепсковской территории) — балтоязычное племя латгалов.
С VIII века ареал древненовгородского диалекта стал расширяться — из Приильменья его носители продвигались на восток в Волго-Окское междуречье, составив здесь часть его славянского населения. Новгородские словене перемещались через верховья Волги к её левым притокам — Тверце и Мологе, затем через правые притоки — в бассейн Клязьмы (одновременно с ними междуречье заселяли смоленские кривичи и, немного позднее, — вятичи). По реке Шексне словене продвигались на север, в Заволжье до Белого озера. Позднее, в XI—XII веках поток славянской колонизации на север из новгородских земель охватывал территорию современной Карелии и бассейн среднего и нижнего течения Северной Двины до берегов Белого моря, населённые карелами, чудью заволочской и другими финно-угорскими племенами.

### Социолингвистические сведения
Древненовгородский диалект в его наддиалектной форме, сложившейся в центре Новгородской земли — в Новгороде, был распространён в основном в городах по всей территории феодальной республики. Древненовгородский диалект в форме говоров использовался как средство бытового общения в том или ином регионе Новгородской земли. Обе формы диалекта являлись не только разговорными, они представлены также частными письмами на бересте, принадлежащими различным слоям городского населения.
Функции языка литургии и литературного языка для населения Древней Руси и, в частности, для новгородцев выполнял церковнославянский язык в его местной разновидности («изводе»). Этот язык воспринимался книжниками как наддиалектная кодифицированная (книжная) разновидность родного языка. Кроме того, в Новгородской земле бытовала стандартная форма древнерусского языка. В той или иной ситуации она могла употребляться новгородцами и воспринималась как престижная — преимущественно на ней составлялись официальные документы политического и юридического характера. Изучение берестяных грамот показало, что для составления официальных документов существовали определённые формы пересчёта с древненовгородского диалекта на наддиалектный язык. Сравнительно широко стандартный древнерусский язык употреблялся в кругах, близких к княжеской администрации. Отчасти это могло быть связано с тем, что в данной среде кроме новгородцев постоянно присутствовали жители других русских земель, в том числе и приезжие из Киева. Изначально наддиалектная форма древнерусского языка была предположительно ориентирована на киевский говор, с XIV века для Новгорода образцом стандартного древнерусского языка постепенно становится ростово-суздальский книжно-письменный язык.

### Диалектные различия
На территории распространения древненовгородского диалекта на основании анализа берестяных грамот, пергаменных грамот, летописей и других письменных памятников, а также согласно современным диалектологическим исследованиям, выделялись две группы говоров — западные и восточные. Западный древненовгородский ареал (к западу от Новгорода) был наиболее близок к древнепсковскому диалекту и характеризовался наибольшими отличиями от наддиалектной формы древнерусского языка. Восточный ареал, охватывавший коренные новгородские земли к северо-востоку и к востоку от Новгорода, а также территории позднейшей новгородской колонизации на северо-востоке, был сравнительно близок к стандартному древнерусскому.
Особенностью формирования данных ареалов было отсутствие общего «прановгородского предка» для западных и восточных древненовгородских говоров — они имели разное генетическое происхождение, их единые диалектные черты формировались в результате консолидационных процессов, вызванных междиалектными контактами носителей различных говоров в рамках одного государства — Новгородской республики.
Говоры центральной территории древненовгородского ареала, прилегающие непосредственно к Новгороду, размещались в зоне наиболее интенсивного междиалектного взаимодействия говоров западноновгородского и восточноновгородского диалектного типа. В результате длительных контактов носителей западных и восточных говоров, на основе западноновгородской речи, воспринявшей некоторые восточноновгородские черты, сложился диалект смешанного типа. В процессе возникновения, развития и превращения Новгорода в центр одного из крупнейших древнерусских феодальных государств речь горожан (жителей Новгорода) смешанного характера приобрела функцию койне и распространилась по всей территории Новгородской земли, прежде всего по городам.

## История диалекта

### Происхождение
Ряд языковых явлений, отмечаемых в древненовгородском диалекте, восходит непосредственно к эпохе праславянского языка. Вероятнее всего, в основе диалекта Новгородской земли, лежали говоры, которые развивались, а, возможно, и формировались независимо от остального правосточнославянского языкового ареала.
Уже в начальный период обособления восточной ветви праславянского языка (в VI—VII веках) диалектный тип (северно-восточнославянский), на основе которого позднее развился древненовгородский диалект, был противопоставлен диалектному типу (южно-восточнославянскому), объединившему весь остальной правосточнославянский ареал. В соответствии с этим нельзя рассматривать древненовгородский диалект как одно из ответвлений формировавшегося с IX века древнерусского языка. По-видимому, имело место позднейшее сближение древненовгородского с остальными диалектами древнерусского языка, связанное с объединением их носителей в едином государстве (с центром в Киеве).
Существуют по крайней мере две точки зрения, объясняющие обособление в правосточнославянском ареале его северной части. Согласно одной из них, древненовгородские диалектные особенности могли сложиться в рамках восточнославянской языковой общности — древненовгородский ареал стоит рассматривать как отдалённую периферию правосточнославянского ареала, в которой формировались инновации (нередко под иноязычным влиянием) и сохранялись праславянские архаизмы (иногда параллельно с другими восточнославянскими диалектами), получавшие в древненовгородском ареале своеобразное развитие. В рамках данной позиции А. Ф. Журавлёв отмечает, что лексикостатистические данные древненовгородского диалекта показывают тяготение к западнославянской зоне. По другой точке зрения, прасеверно-восточнославянский сформировался при тесных языковых контактах с пралехитскими и прасерболужицкими диалектами, возможно, древненовгородский диалект имел и невосточнославянское происхождение — он был изначально больше связан с западнославянским, нежели с восточнославянским языковым ареалом.

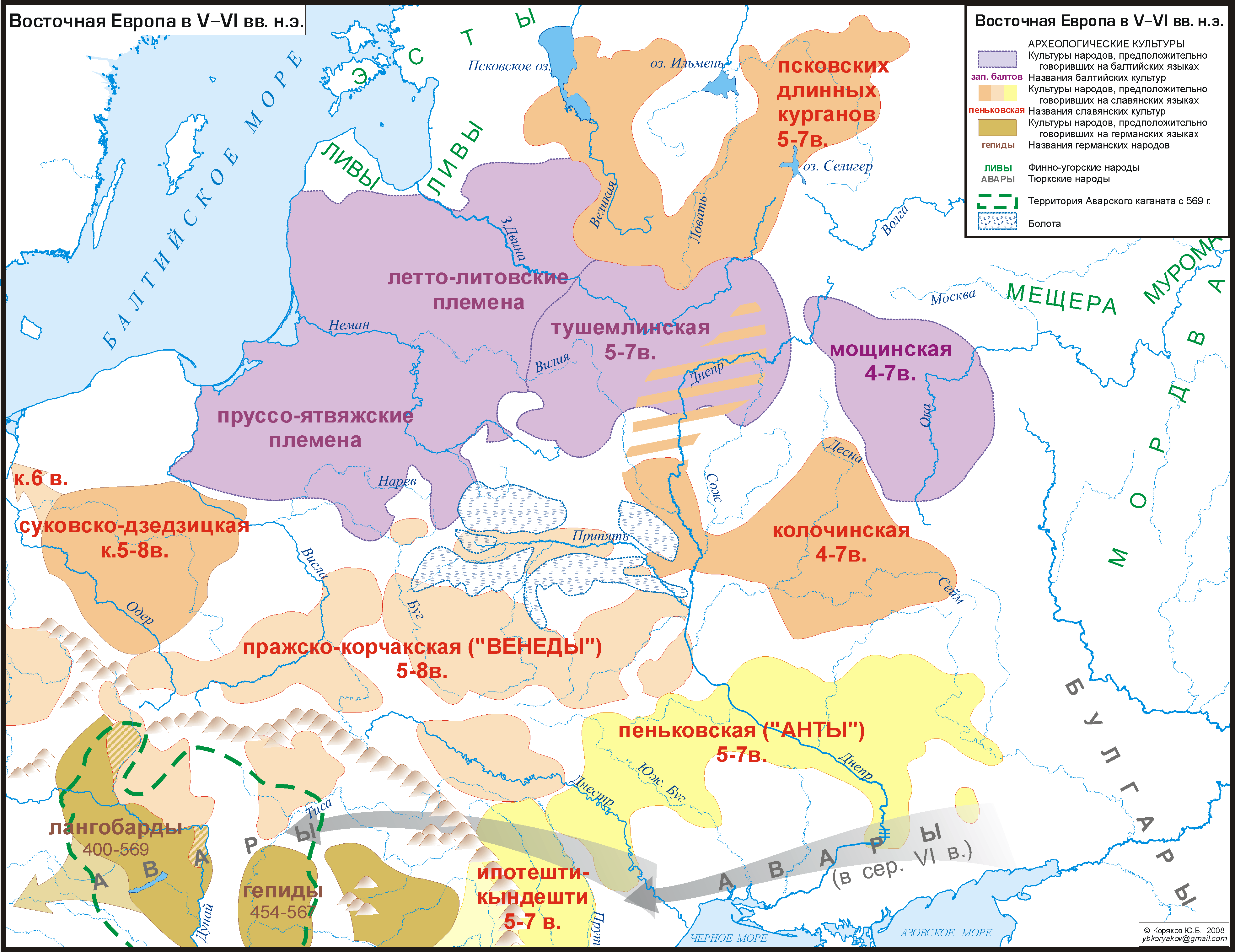
Культура псковских длинных курганов на карте балтийских и славянских археологических культур V—VII веков

С вопросом генезиса древненовгородского диалекта тесно связан вопрос раннего переселения предков новгородцев в Приильменье. Вероятными путями заселения Приильменья из исходного восточнославянского ареала VI—VII веков (территория лесной и лесостепной зон между Западным Бугом, Припятью и Днепром) с последующим, в течение VII века, переселением также через средний Днепр на восток, были путь из Галиции и Западной Волыни через Западный Буг, верхний Неман и среднюю Двину, и путь к востоку от Днепра и вверх по Днепру через верхнюю Двину. Аргументом в пользу южного происхождения является архаичная новгородская топонимия, наиболее выразительные соответствия которой обнаруживаются в Поднепровье.
В. В. Седов связывает археологическую культуру псковских длинных курганов с культурно-племенной группировкой славян (кривичей), расселившейся в V—VII веках в бассейнах рек, связанных с Псковским озером, и в Южном Приильменье, считая их предками носителей древненовгородского диалекта. По его мнению, данная группа племён переселилась из Повисленья через Мазурско-Неманские области в Псковско-Ильменский регион. Восточную часть славянского населения Приильменья составила более поздняя волна миграции, которую отражает культура сопок VIII—X веков. Новые переселенцы (вероятно, давшие начало племенному объединению ильменских словен и так же имеющих западное происхождение) заняли восточную часть Ильменского бассейна, в их состав частично влились славяне культуры ранних длинных курганов. Две волны миграции вызвали разделение древненовгородского диалекта на псковские говоры (в западной и юго-западной частях ареала псковских длинных курганов) и собственно новгородские говоры (в области расселения словен ильменских). Кривичи, переселившиеся южнее, дали начало смоленско-полоцким говорам. В. В. Седов напрямую связывает древнерусские диалекты с современной группировкой русских говоров. Сторонником теории переселения славян из южной Балтики в Приильменье является также В. Л. Янин.
Согласно Г. А. Хабургаеву, изначальный ареал северно-восточнославянского диалектного объединения с центром в Приильменье был связан, по всей видимости, с землями словен ильменских и кривичей псковских. Из этого региона носители северно-восточнославянских говоров с VIII века начинают заселять верховья Волги, Днепра и Западной Двины (кривичи полоцко-смоленские), междуречье Волги и Оки, а также позднее проникают на восточноевропейский Север, включая бассейн Северной Двины. В то же время, вопрос преемственности племенных восточнославянских диалектов с диалектами древнерусских феодальных государств в настоящее время окончательно не прояснён. Так, соотнесению собственно древненовгородского диалекта с диалектом летописных словен ильменских и древнепсковского диалекта с диалектом псковских кривичей противоречат такие факты, как наличие сходных языковых черт у древнепсковского диалекта и древненовгородского диалекта в узком смысле, в то время как согласно археологическим и летописным данным, Псков был кривичским городом, а Новгород — словенским; кроме того, яркие языковые черты древнепсковского диалекта отсутствуют на территории, населённой южной ветвью кривичей — полоцкими и смоленскими кривичами.
Следствием расселения восточных славян на землях финно-угорских племён стали межъязыковые контакты и ассимиляционные процессы, приводившие к появлению в языке новгородцев заимствований и субстратных явлений. В частности, предположительно финно-угорским влиянием объясняется появление в древненовгородском диалекте такой черты, как цоканье; из финно-угорских языков были заимствованы слова типа соломѧ (фин. salmi) «морской пролив».

### Формирование и развитие диалектных черт
В дописьменную эпоху для древненовгородского диалекта были характерны, как правило, общевосточнославянские процессы, протекавшие или окончательное оформлявшиеся в VIII—XI веках: формирование полногласия, начальных ro- и lo- (из праславянских сочетаний *orT, *olT), начального o- на месте праславянского *(j)e, развитие одинаковых рефлексов носовых гласных, динамического ударения и т. д.).
В истории древненовгородского диалекта письменной эпохи выделяют два периода — раннедревненовгородский (XI — первая четверть XIII века) и позднедревненовгородский (вторая четверть XIII—XV век). Оба периода разделяет процесс падения редуцированных.
В ранний период развития древненовгородский диалект характеризуют такие черты, как цоканье (во всём ареале), в западноновгородских и древнепсковских говорах — переход *TorT > TorəT или ToroT (возможно, и *TroT); отсутствие эффекта второй палатализации; отсутствие эффекта третьей палатализации (в основном для *x); переход *ТъrT > ТъrъТ, ТrъТ или Тъr̥ъТ; реализация праславянского *ě в виде широкого гласного; формирование окончания -е в именительном падеже единственного числа мужского рода твёрдого *ŏ-склонения и т. д.
Преимущественно в древнепсковской диалектной зоне отмечались особое развитие рефлексов праславянских *tj, *dj, *sj, *zj в общем случае и в составе сочетания *stj, *zdj; изменение сочетаний *tl, *dl в kl, gl и т. д.
В восточноновгородской диалектной зоне фонетические и морфологически процессы развивались аналогично процессам в наддиалектном древнерусском языке.
Обособление Новгородской земли от остального древнерусского государства в период феодальной раздробленности способствовало интеграции в её границах разнородных западноновгородских и восточноновгородских говоров, а также дало возможность для консервации архаических древненовгородских особенностей и дальнейшего самостоятельного развития диалекта.
Позднедревненовгородский период открыл процесс падения редуцированных.
К XIII веку в период после завершения процесса падения редуцированных (XI—XII века), сопровождавшегося усилением диалектных различий древнерусского языка, Г. А. Хабургаев выделяет в древнерусском языке пять диалектных зон: северо-западную, северо-восточную, центральную, юго-западную и южную. Образующие северо-западный ареал древненовгородский и древнепсковский диалекты сохранили взрывное образование [g] (как и северо-восточный ареал), в то время как в остальных древнерусских диалектах развился фрикативный [γ]; сохранили развившиеся ранее цоканье, известное среди древнерусских диалектов только в некоторых говорах северо-восточного ареала, и корреляцию задненёбных и средненёбных /x/ : /x’/, /k/ : /k’/, /g/ : /g’/. Для западной части северо-западного ареала (древнепсковского диалекта) фиксируется сохранение сочетания /gl/, /kl/, противопоставленное общевосточнославянскому l. Кроме того, для северо-западной диалектной зоны были характерны следующие черты:
- вокализм с рядом гласных верхне-среднего подъёма /ê/ и /ô/ (данные гласные утратились в северо-восточной и центральной диалектных зонах);
- отвердение конечных губных согласных после падения редуцированных: сем’ > сем «семь», как и в юго-западной и южной диалектных зонах (мягкие губные на конце слова сохранились в северо-восточном ареале);
- развитие долгих мягких согласных на месте сочетаний с /j/: плат’jе > плат’:е «платье», подобное развитие отмечалось в юго-западной и южной диалектных зонах, в северо-восточном ареале сохранились сочетания согласных без ассимиляции /j/;
- сонантизация звонких взрывных зубных и губных в сочетании с тождественными по месту образования сонорными: одно > он: о «одно»; обман > ом: ан «обман» и другие черты.

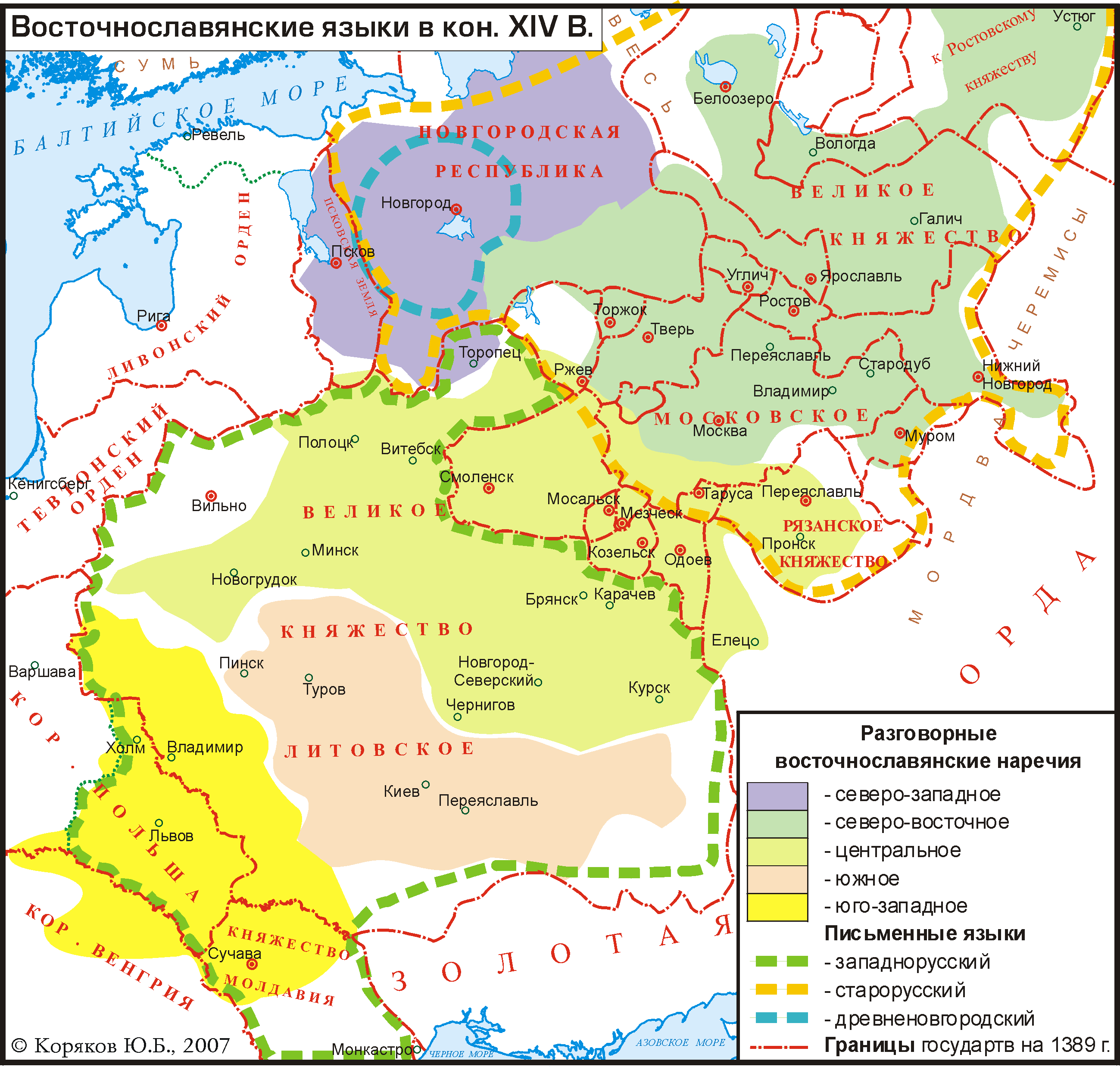
Территория распространения древненовгородского диалекта в конце XIV века

Древненовгородский диалект выходит из употребления после присоединения Новгородской земли к Московскому княжеству в 1478 году (при этом некоторые черты начали утрачиваться и ранее, например, сокращалась употребительность окончания -е в формах имён мужского рода именительного падежа единственного числа).
С историко-лингвистической точки зрения, в XI—XV вв. совокупность местных идиомов Новгородской земли образовывала пучок диалектов, развитие которого в самостоятельный язык было прервано с концом новгородской независимости и включением Новгородской земли в состав Московского государства (т. е. это своего рода предъязык, которому не суждено было развиться дальше этой фазы).
В то же время междиалектное взаимодействие говоров новгородского с говорами ростово-суздальского типа способствовали появлению ряда новгородских по происхождению явлений в языке центра Русского государства. По утверждению А. А. Зализняка, новгородское влияние отразилось в современном русском литературном языке в таких чертах, как:
- отсутствие чередования согласных к—ц, г—з, х—с в формах типа на руке, на ноге, на сохе, секи, помоги;
- наличие окончания -а в сочетаниях типа два лета;
- распространение повелительного наклонения (императива) на -ите типа берите, несите, помогите;
- распространение деепричастия на -я типа беря, неся.

### Севернорусское наречие
Древненовгородский диалект стал одной из основ формирования севернорусского наречия. Ряд диалектизмов новгородского происхождения долгое время сохранялся в русских говорах, а отчасти сохраняется до сих пор (цоканье, окончание -е вместо -ы в формах существительных родительного падежа и т. д.), как на территории севернорусского наречия в области русских говоров раннего формирования, так и в районах, которые носители северных говоров заселили позднее — на Урале, в Сибири, на Дальнем Востоке.
Освоение территории Русского Севера (территории распространения будущего севернорусского наречия) происходило при тесном взаимодействии и смешении колонизационных потоков и волн новгородцев и ростово-суздальцев, в результате чего ареалы древненовгородского и ростово-суздальского диалектов образовывали не две сопредельные диалектные области, а небольшие разнодиалектные районы, рассеянные по всей северной территории, с преобладанием в той или иной части Русского Севера новгородского или ростово-суздальского населения при наличии между ними интенсивных междиалектных контактов. В условиях равного влияния друг на друга древненовгородского и ростово-суздальского диалектов протекал процесс формирования северного наречия русского языка (наиболее интенсивно — в XIII—XIV веках).
При этом новгородские диалектные черты распространялись и усваивались на исконной ростово-суздальской территории (прежде всего инновации периода наибольшего могущества Новгородской республики с XII до середины XV века: произношение твёрдого /т/ в окончаниях глаголов 3-го лица; произношение /мм/ на месте сочетания /бм/; совпадение форм дательного и творительного падежей множественного числа прилагательных и существительных и т. д.), а ростово-суздальские диалектные черты вытесняли черты новгородского происхождения в генетически древненовгородских говорах (изменения е в /о/ перед твёрдыми согласными; распространение долгих шипящих, формировавшихся в результате утраты затвора в сочетаниях /ш’ч’/ и /ж’д’ж’/; распространение чередования губно-зубных согласных /в/ с /ф/; совпадение основ в падежных формах личного местоимения 2-го лица и возвратного местоимения с различением окончаний у тех же местоимений (формы родительного и винительного падежей меня, тебя, себя и формы дательного и предложного падежей мне, тебе, себе); выпадение интервокального /j/ и т. д.).

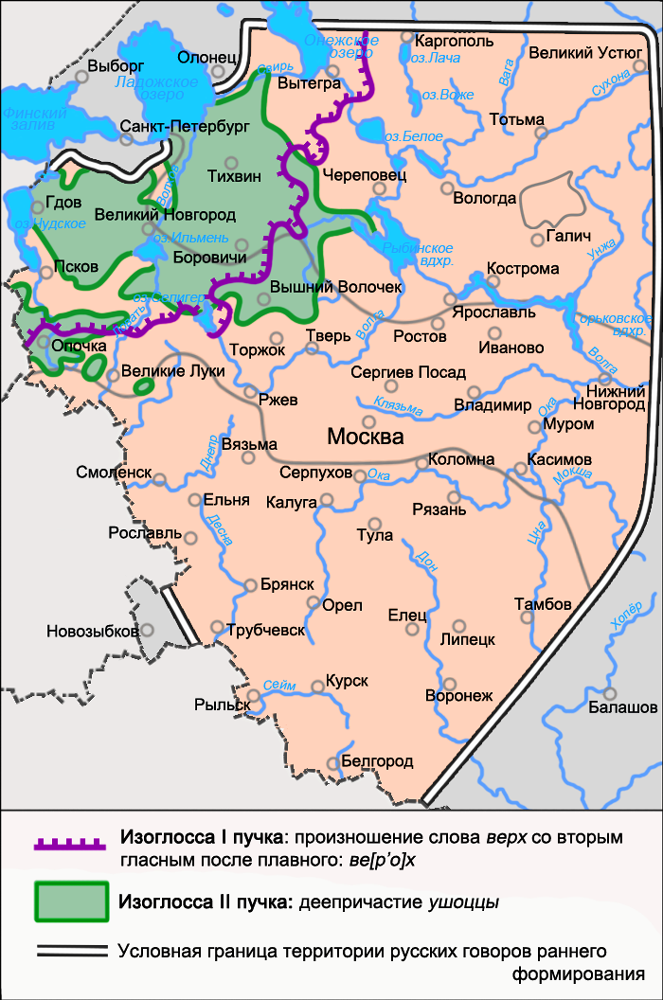
Северо-западная
диалектная зона

Наиболее тесно исторически связаны с древненовгородским диалектом севернорусские говоры Вологодской, Ладого-Тихвинской и отчасти Поморской групп. Распространение данных говоров на периферии территории Новгородской земли позволило им лучше сохранить диалектные черты новгородской метрополии XI—XIV веков, нежели собственно новгородским говорам в районе озера Ильмень, подвергшимся уже в ранний период сразу после завоевания Новгорода Московским государством наиболее интенсивному воздействию ростово-суздальского диалекта. В современных новгородских говорах черты древненовгородского происхождения встречаются достаточно редко. Более того, даже в близких им севернорусских ладого-тихвинских говорах не сохранилось цоканья, губно-губных спирантов и чередования л с /ў/ в конце слога и слова, сохранившихся в территориально отдалённых от них вологодских говорах.

### Западные среднерусские говоры
Значительно лучше в силу своего периферийного положения сохранили исконные диалектные черты и тенденции их развития современные псковские и гдовские говоры. В этих говорах нередко сохраняются те явления, которые были утрачены говорами центральной части Новгородской земли в период усиления влияния Московского государства.
Авторы диалектного членения русского языка 1964 года связывают происхождение сочетания ареалов ряда диалектных явлений, которые группируются, во-первых, в области Новгородской земли раннего периода (до XIV века) и, во-вторых, в области, охватывающей помимо исконной новгородской территории районы поздней колонизации, с древненовгородским диалектом. Данные сочетания ареалов были выделены в числе особых объектов в классификации русских диалектов, имеющих вспомогательное значение, как северо-западная и северная диалектные зоны. Показательно, что ареал северной диалектной зоны, охватывающий почти все говоры северного наречия, не включает в себя говоры Костромской группы, генетически восходящие к ростово-суздальскому диалекту.